# Brejdyny (gromada)
Brejdyny – dawna gromada, czyli najmniejsza jednostka podziału terytorialnego Polskiej Rzeczypospolitej Ludowej w latach 1954–1972.
Gromady, z gromadzkimi radami narodowymi (GRN) jako organami władzy najniższego stopnia na wsi, funkcjonowały od reformy reorganizującej administrację wiejską przeprowadzonej jesienią 1954 do momentu ich zniesienia z dniem 1 stycznia 1973, tym samym wypierając organizację gminną w latach 1954–1972.
Gromadę Brejdyny z siedzibą GRN w Brejdynach utworzono – jako jedną z 8759 gromad na obszarze Polski – w powiecie mrągowskim w woj. olsztyńskim na mocy uchwały nr 18 WRN w Olsztynie z dnia 4 października 1954. W skład jednostki weszły obszary dotychczasowych gromad Brejdyny i Wierzbowo ze zniesionej gminy Piecki oraz obszar dotychczasowej gromady Krzywe ze zniesionej gminy Marcinkowo w tymże powiecie. Dla gromady ustalono 11 członków gromadzkiej rady narodowej.
Gromadę zniesiono 1 stycznia 1958, a jej obszar włączono do gromad: Piecki (wsie Brejdyny i Wierzbowo oraz osadę Wólka Baranowska) i Mrągowo (wieś Krzywe oraz osady Krzywiec i Krzosowo) w tymże powiecie.